# Ryczywół (gromada w powiecie kozienickim)
Ryczywół – dawna gromada, czyli najmniejsza jednostka podziału terytorialnego Polskiej Rzeczypospolitej Ludowej w latach 1954–1972.
Gromady, z gromadzkimi radami narodowymi (GRN) jako organami władzy najniższego stopnia na wsi, funkcjonowały od reformy reorganizującej administrację wiejską przeprowadzonej jesienią 1954 do momentu ich zniesienia z dniem 1 stycznia 1973, tym samym wypierając organizację gminną w latach 1954–1972.
Gromadę Ryczywół z siedzibą GRN w Ryczywole utworzono – jako jedną z 8759 gromad na obszarze Polski – w powiecie kozienickim w woj. kieleckim, na mocy uchwały nr 13e/54 WRN w Kielcach z dnia 29 września 1954. W skład jednostki weszły obszary dotychczasowych gromad Kłoda i Przydworzyce  ze zniesionej gminy Trzebień oraz Ryczywół, Selwanówka, Wilczkowice, Wola Chodkowska, Kraski i Pasternik ze zniesionej gminy Świerże Górne w tymże powiecie. Dla gromady ustalono 20 członków gromadzkiej rady narodowej.
31 grudnia 1961 z gromady Ryczywół wyłączono wsie Kraski Dolne, Kraski Górne, Kraski Nowe i Pasternik, włączając je do gromady Podłęż w powiecie garwolińskim w woj. warszawskim, po czym gromadę Ryczywół zniesiono a jej (pozostały) obszar włączono do następujących gromad w powiecie kozienickim w woj. kieleckim:  Magnuszów (wsie Przydworzyce i Kłoda oraz gajówki Przydworzyce i Zawada), Świerże Górne (osadę miejską Ryczywół, wsie Selwanówka, Wola Chodkowska, Wilczkowice i Michałówka) oraz do znoszonej gromady Łękawica Stara (wieś Chodków).